# Resko Przymorskie
Resko Przymorskie (niem. Kamper See) – jezioro przybrzeżne Bałtyku na Wybrzeżu Trzebiatowskim, położone w woj. zachodniopomorskim, na terenie gminy Trzebiatów i gminy Kołobrzeg.
Powierzchnia zwierciadła wody jest zmienna i według różnych źródeł wynosi od 553,9 ha do nawet 668,6 ha.
Akwen jako jezioro przymorskie stanowi siedlisko przyrodnicze chronione w obszarze Natura 2000 (specjalnym obszarze ochrony siedlisk) o nazwie Trzebiatowsko-Kołobrzeski Pas Nadmorski. Wody jeziora zostały ocenione jako pozaklasowe, a samo jezioro za nieodporne na degradację biologiczną.
Obszar Reska Przymorskiego jest lęgowiskiem ptaków wodno-błotnych i ostoją dla wędrownych ptaków blaszkodziobych. Nad jeziorem zaobserwowano 13 gatunków lęgowych, w tym 4 zagrożone wyginięciem.
W typologii rybackiej jest to jezioro sandaczowe.
Resko Przymorskie jest płytkim jeziorem polimiktycznym, którego dno znajduje się na kryptodepresji.

## Położenie

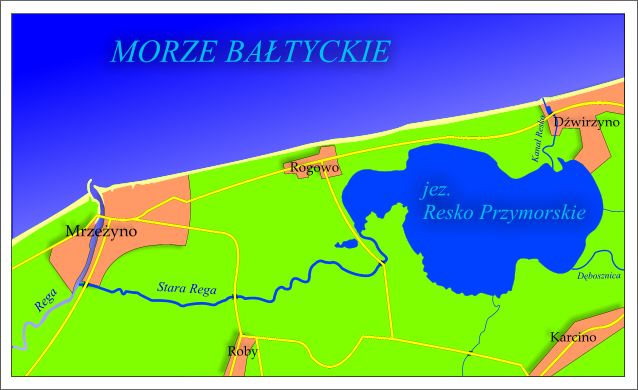
Położenie jeziora

Jezioro znajduje się we wschodniej części Wybrzeża Trzebiatowskiego, w północnej części woj. zachodniopomorskiego, na terenie powiatów kołobrzeskiego i gryfickiego. Zachodnia część jeziora należy do gminy Trzebiatów, wschodnia do gminy Kołobrzeg.
Jezioro jest oddzielone od Morza Bałtyckiego wąskim pasem mierzei nadbudowanym przez przybrzeżny wał wydmowy. Szerokość pasa mierzei waha się od 0,3 do 1 km. Wydmy na mierzei jeziora dochodzą do wysokości 16 m n.p.m. Nad jego północno-wschodnim brzegiem leży Dźwirzyno, ze stanicą wodną i przystanią żeglarską. Nad północno-zachodnim brzegiem jeziora leży kolonia Rogowo z ośrodkami wczasowymi.
Cały obszar Reska Przymorskiego wraz z obrzeżem znajduje się w Trzebiatowsko-Kołobrzeskim Pasie Nadmorskim, będącym specjalnym obszarem ochrony siedlisk programu Natura 2000. Jezioro jest położone także w obszarze specjalnej ochrony ptaków „Wybrzeże Trzebiatowskie”.

## Informacje hydrologiczne
Resko Przymorskie jest naturalnym zbiornikiem wodnym powstałym na skutek odcięcia mierzeją dawnej zatoki od morza. Powierzchnia zwierciadła wody według różnych źródeł wynosi od 553,9 ha przez 559,0 ha, 577,1 ha, 620 ha aż do 668,6 ha. Różnice w podawanych wielkościach są znaczne i wynikają ze zmienności wodostanu jeziora, który zależy od warunków atmosferycznych. Ze względu na swobodne połączenie z morzem zasoby wód w jeziorze i jego powierzchnia zależą od kierunku i siły wiatrów, zwłaszcza podczas spiętrzeń sztormowych. W ciągu doby wody jeziora mogą podnieść się o 0,5 metra, a przy długotrwałych sztormach poziom wody może być wyższy o 1,5 metra od normalnego, sięgając ponad wały okalające jezioro. W 1949 roku napływ wód morskich był tak znaczny, że spowodował powódź.
Zwierciadło wody położone jest na wysokości 0,1 m n.p.m. lub 0,3 m n.p.m. Średnia głębokość jeziora wynosi 1,3 m, natomiast głębokość maksymalna 2,5 m. W środkowo-zachodniej części jeziora znajduje się mielizna o głębokości 1 m.
Objętość wody w zbiorniku wynosi 7703,4 tys. m³. Długość linii brzegowej przy przeciętnym stanie wód określa się na 11,7 km i linia ta wyróżnia się rozwinięciem w porównaniu do innych polskich jezior przymorskich. Dno jeziora jest w większości piaszczyste i na początku lat 80. określane jako słabo zamulone (wówczas przeźroczystość wód dochodziła do 1,5 m).

## Zlewnia

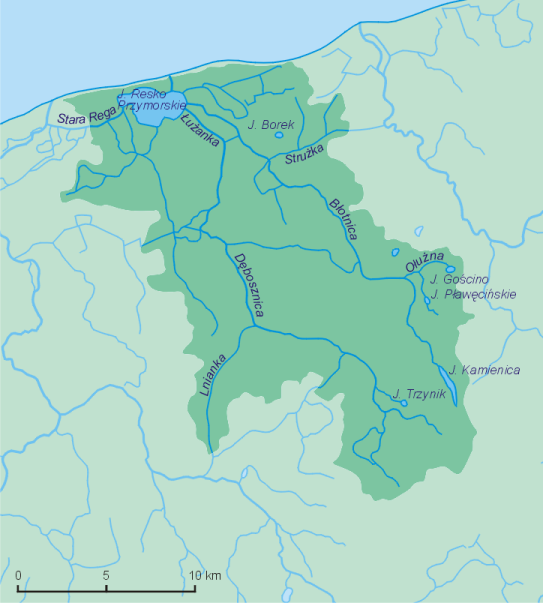
Zlewnia Reska Przymorskiego

Na zlewnię jeziora składają się zlewnie wpadających do niej cieków wodnych. Zlewnia Reska Przymorskiego należy do dorzecza rzek przymorza Bałtyku.
Do jednej z zachodnich zatok jeziora wpada Stara Rega, będąca starym korytem rzeki Regi, która uchodzi do Morza Bałtyckiego na zachód od Reska Przymorskiego.
Prócz Starej Regi od strony zachodniej i południowej z jeziorem łączą się różnej wielkości rowy melioracyjne.

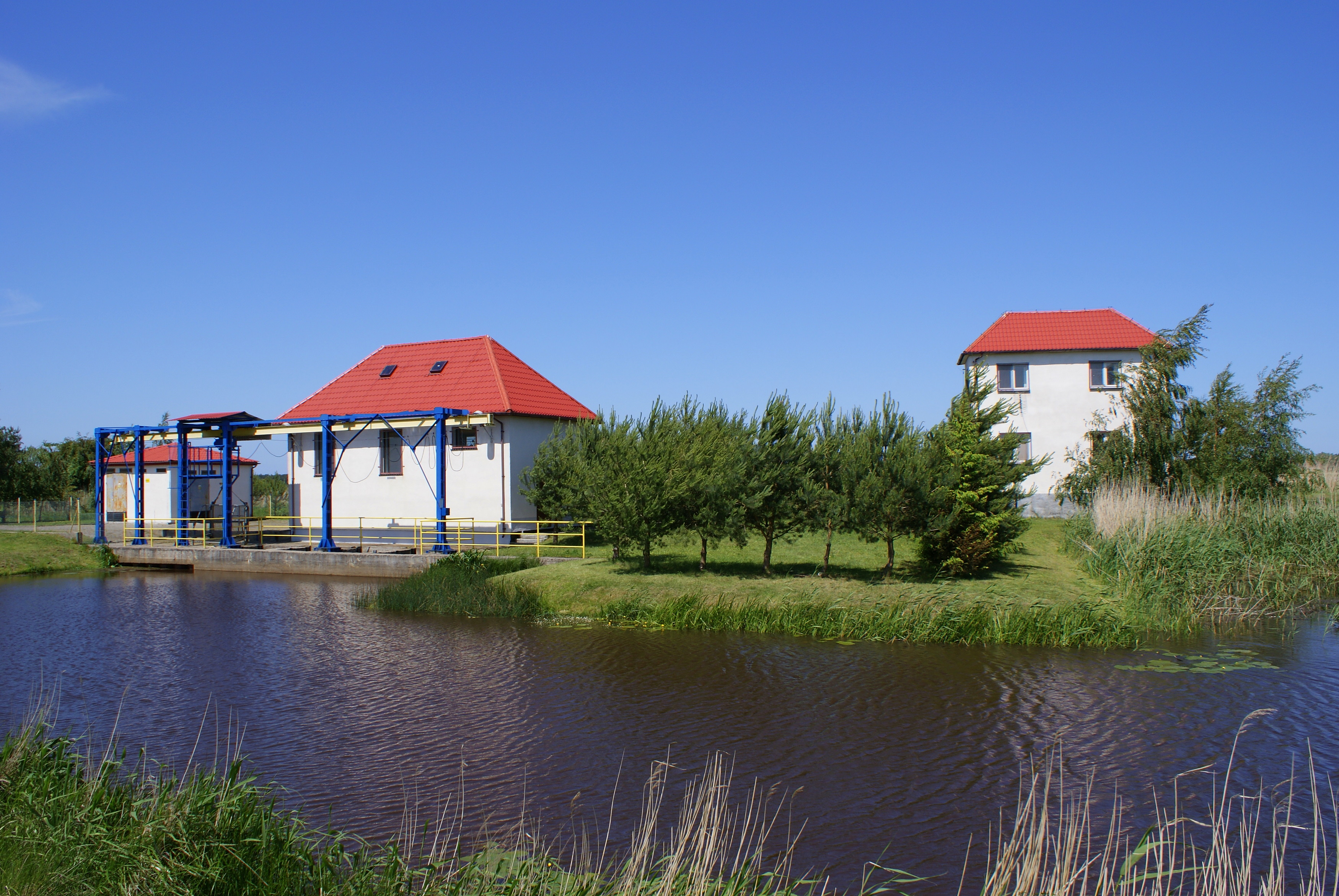
Stacja pomp na Starej Redze przed jeziorem

Na wschodnim brzegu do jeziora uchodzi Łużanka, będąca dolnym biegiem rzeki Dębosznicy. Bardziej na północ do Reska Przymorskiego wpadają wody z tzw. Nowej Błotnicy (także Bagienny Rów), kanału (nowego koryta) rzeki Błotnicy, której dawny bieg z kolei uchodzi do jeziora bardziej na północ na wschodnim brzegu w okolicy Dźwirzyna.
Resko Przymorskie połączone jest z morzem w północno-wschodniej części poprzez szeroką przetokę zwaną Kanałem Resko. Przepływ wód korytem kanału jest swobodny.
Poziom wody w jeziorze jest zmienny, zależny od często wiejących tu wiatrów od morza powodujących cofki, kiedy słona woda z morza wpływa do jeziora – stąd zmienne dane o powierzchni jeziora.
Do jeziora uchodzi także niewielki ciek wodny od południowego brzegu tzw. dopływ spod Gosławia.

## Przyroda

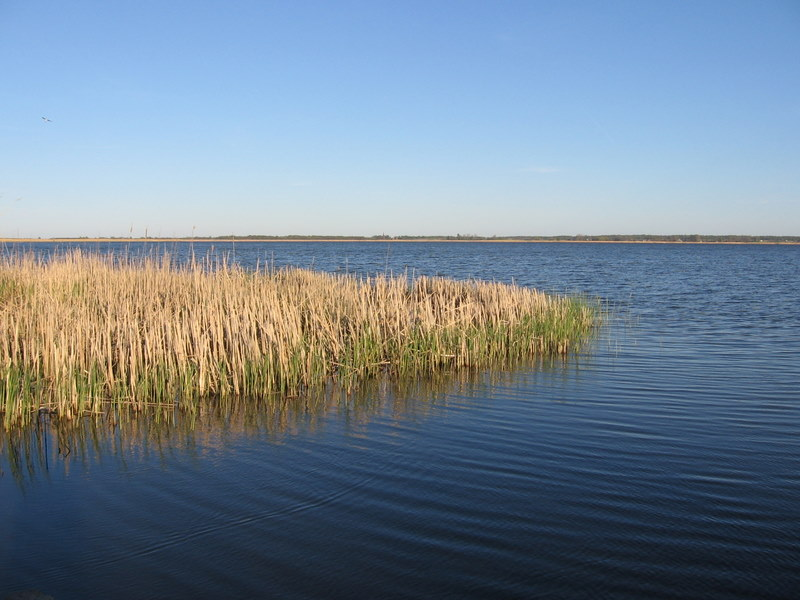
Jezioro od strony północnej

Od strony wschodniej, południowej i zachodniej przylegają rozległe szuwary trzcinowe poprzecinane siecią rowów melioracyjnych. Bardziej stabilny grunt porośnięty lasem znajduje się przy północnym brzegu.
Przymorskie położenie jeziora i swobodna możliwość wymiany wody między nim i morzem jest przyczyną typowego dla jezior przybrzeżnych występowania gatunków zwierząt zarówno typowo słodkowodnych, jak i morskich, przy czym powinowactwo z fauną Bałtyku widoczne jest zwłaszcza w pobliżu cieku łączącego jezioro z morzem.
Według danych regionalnego zarządu gospodarki wodnej dominującymi gatunkami ryb w wodach Reska Przymorskiego są: leszcz, krąp, płoć, szczupak pospolity. Pozostałymi gatunkami ryb występujących w jeziorze są: węgorz europejski, okoń europejski, sandacz, lin, wzdręga, jazgarz, ukleja.
Jezioro ma brzegi w znacznym stopniu zarośnięte trzciną i niedostępne, przez co jest schronieniem dla wielu gatunków ptactwa wodnego. Na brzegach w północnej części jeziora w pobliżu wypływu Kanału Resko znajdowało się jedno z trzech stanowisk w Polsce rośliny krytycznie zagrożonej, wymienionej w Polskiej czerwonej księdze roślin – ponikła maleńkiego.
Nad Reskiem Przymorskim zaobserwowano 13 gatunków lęgowych, w tym 4 zaliczone do zagrożonych wyginięciem, przynajmniej w jednej ze skal (międzynarodowej, krajowej lub regionalnej) – gęś gęgawa, gągoł, wąsatka i gąsiorek. Pozostałe gatunki ptaków pojawiają się okresowo w czasie przelotów lub niekiedy zimują, albo wykorzystują wody jeziora przez cały rok jako teren żerowiskowy np. bielik. W porze przelotów zatrzymują się dosyć licznie, bo w stadach od kilkudziesięciu do kilkuset osobników: perkozy, łyski, żurawie, mewy, gęsi i kaczki.
Wśród migrujących ptaków stwierdzono także gatunki, które znajdują się w Czerwonej księdze gatunków zagrożonych, tj. rożeniec i rybołów. Spotykane są także rzadkie w Polsce żurawie, mewy małe i żółtonogie. O jeziorze jako ptasim raju pisał już w 1933 niemiecki ornitolog Artur B.G. Butz.
W 2007 roku gmina Kołobrzeg projektowała użytek ekologiczny we wschodniej części Reska Przymorskiego (zachodnia część należy do gminy Trzebiatów). Obszar ten jest lęgowiskiem ptaków wodno-błotnych i ostoją dla wędrownych ptaków blaszkodziobych, a także miejscem rozrodu płazów, gadów i ssaków.

## Stan sanitarny
W wyniku badań przeprowadzonych w 1996 i w 2003 roku, wody Reska Przymorskiego określone zostały jako pozaklasowe, a samo jezioro za nieodporne na wpływy zewnętrzne. Pod względem zawartości fosforanów i azotu mineralnego wody spełniały wymagania I klasy pod względem stanu sanitarnego. Badania wykazały zasobność jeziora w substancję organiczną i mineralną. W wodach występowały bardzo wysokie stężenia azotu, fosforu, chlorofilu i suchej masy sestonu. Przezroczystość wody określono jako bardzo niską. Największym dopływem jeziora jest rzeka Błotnica, której wody mają III klasę jakości. Za punktem pomiaru jakości wód, Błotnica odbiera także wody rzeki Dębosznicy posiadające IV klasę jakości.
Jezioro jest silnie zeutrofizowane, jakość wód nie odpowiada normatywom jakości III klas czystości wód jeziorowych. Jest to akwen płytki i ma utrudnioną wymianę wód. Odpływ wód odbywa się bezpośrednio do morza i jest możliwy przy niskim stanie Bałtyku w rejonie przybrzeżnym. Jakość wód determinują silne zakwity fitoplanktonu, a także wysokie stężenia biopierwiastków i nadmierne ilości związków organicznych.
Ścieki w Rogowie były odprowadzane do wojskowej oczyszczalni ścieków, która jednak była niesprawna pod względem technicznym. Obecnie ścieki są kierowane do oczyszczalni ścieków pod Trzebiatowem.
W 1993 roku Dźwirzyno zostało skanalizowane, a ścieki z miejscowości są odprowadzane do oczyszczalni ścieków w Grzybowie. Wcześniej jeden ośrodek wczasowy posiadał oczyszczalnię typu „Bioblok”. Z pozostałych obiektów ścieki były wywożone.

## Zagospodarowanie

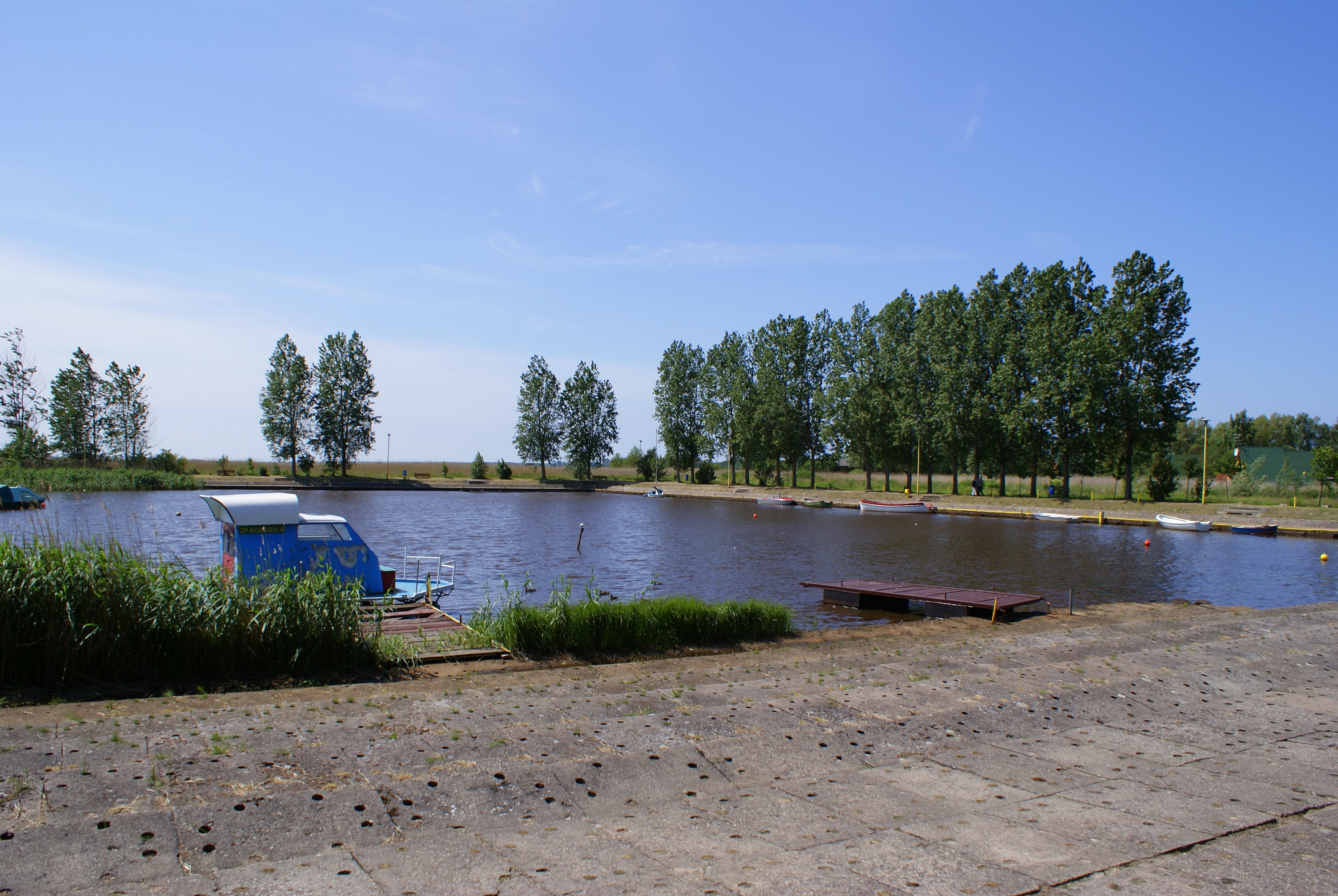
Przystań nad jeziorem w Dźwirzynie

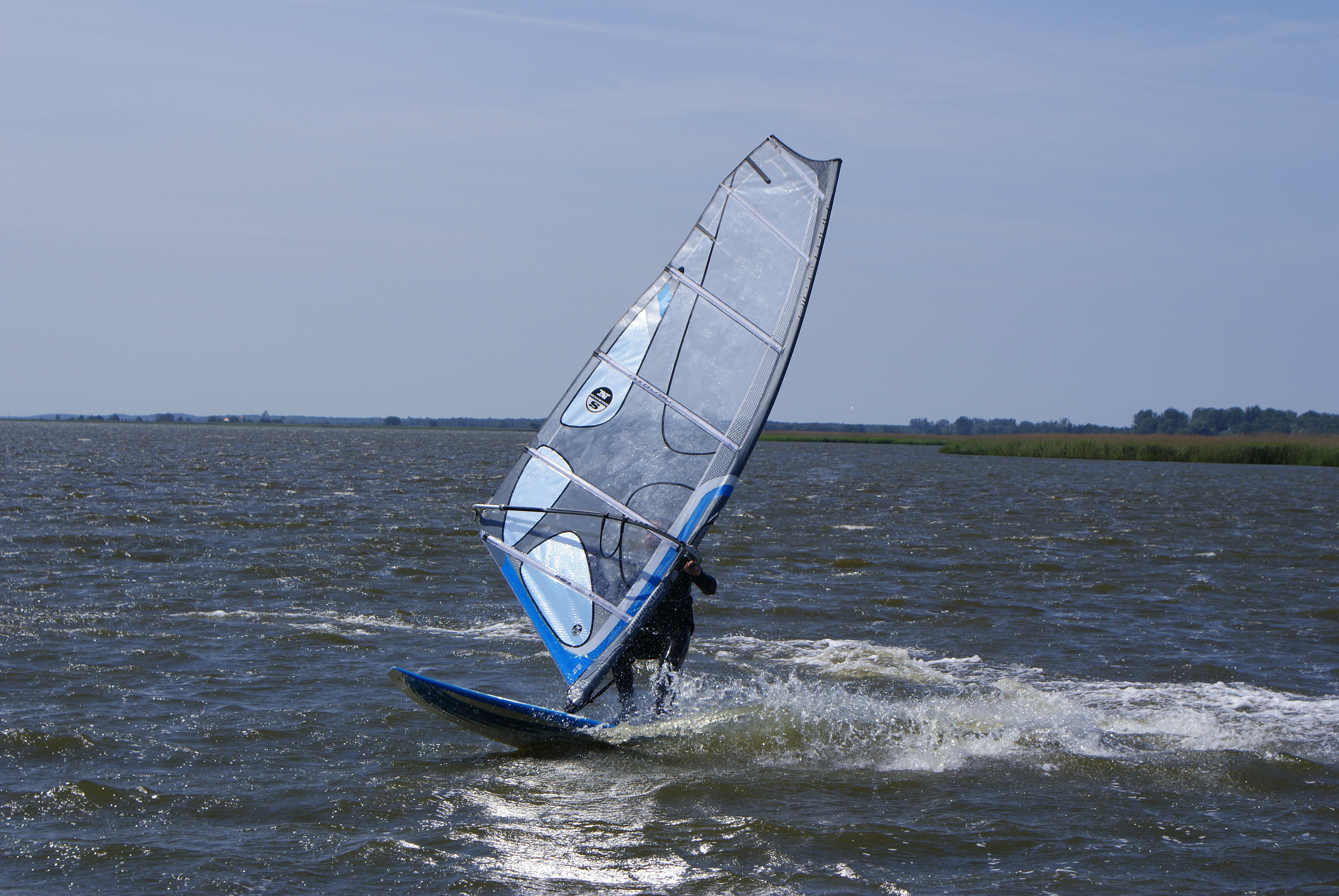
Windsurfer na jeziorze

Administratorem wód Reska Przymorskiego jest Regionalny Zarząd Gospodarki Wodnej w Szczecinie. Utworzył on obwód rybacki, który obejmuje wody Reska Przymorskiego wraz z wodami cieków uchodzących do tego jeziora niestanowiących oddzielnych obwodów, czyli bez rzeki Błotnicy i Łużanki. Gospodarzem wód jeziora jest spółka Gospodarstwo Rybackie „Mielno”, która prowadzi gospodarkę rybacką na jeziorze i pobiera opłaty za połów ryb. Połowy sieciowe utrudniają zalegające na dnie wraki stanowiące pozostałość po wojnie.
W pobliżu ujścia Starej Regi do jeziora na stawach o powierzchni ok. 2,5 ha znajduje się prywatne łowisko specjalne, gdzie okoliczni turyści uprawiają wędkarstwo.
Według danych Wojewódzkiego Inspektoratu Ochrony Środowiska w Szczecinie z 2004 roku w wielu miejscach nad jeziorem jest pozyskiwana trzcina pospolita.

### Zasoby turystyczne
Resko Przymorskie jest obszarem wykorzystywanym turystycznie w sezonie letnim.
W Rogowie nad jeziorem znajduje się wojskowy dom wczasowy z zapleczem rekreacyjnym, a także drugi ośrodek wczasowy.
W Dźwirzynie przy ujściu Błotnicy do jeziora została wybudowana drewniana stanica wodna wraz z przystanią, przy której znajdują się rowery wodne i jachty. Obszar ten wykorzystuje się jako bazę dla osób uprawiających windsurfing i kitesurfing. Okolice stanicy są popularnym miejscem spacerowym dla wczasowiczów.
Po mierzei Reska Przymorskiego na drodze powiatowej biegnie międzynarodowy Szlak Rowerowy Wokół Bałtyku (R-10), będący częścią sieci EuroVelo (EV10). Na południe od jeziora biegnie pieszy Szlak Nadmorski (czerwony, Świnoujście–Żarnowiec) przez Mrzeżyno, Roby, Karcino, Dźwirzyno.
Stowarzyszenie turystyki rowerowej z Kołobrzegu wyznaczyło rowerowy „Szlak wokół jeziora Resko Przymorskie” o długości 52 km. Przy wschodniej części jeziora została poprowadzona przyrodniczo-historyczna trasa rowerowa „Ku Słońcu”.

## Historia

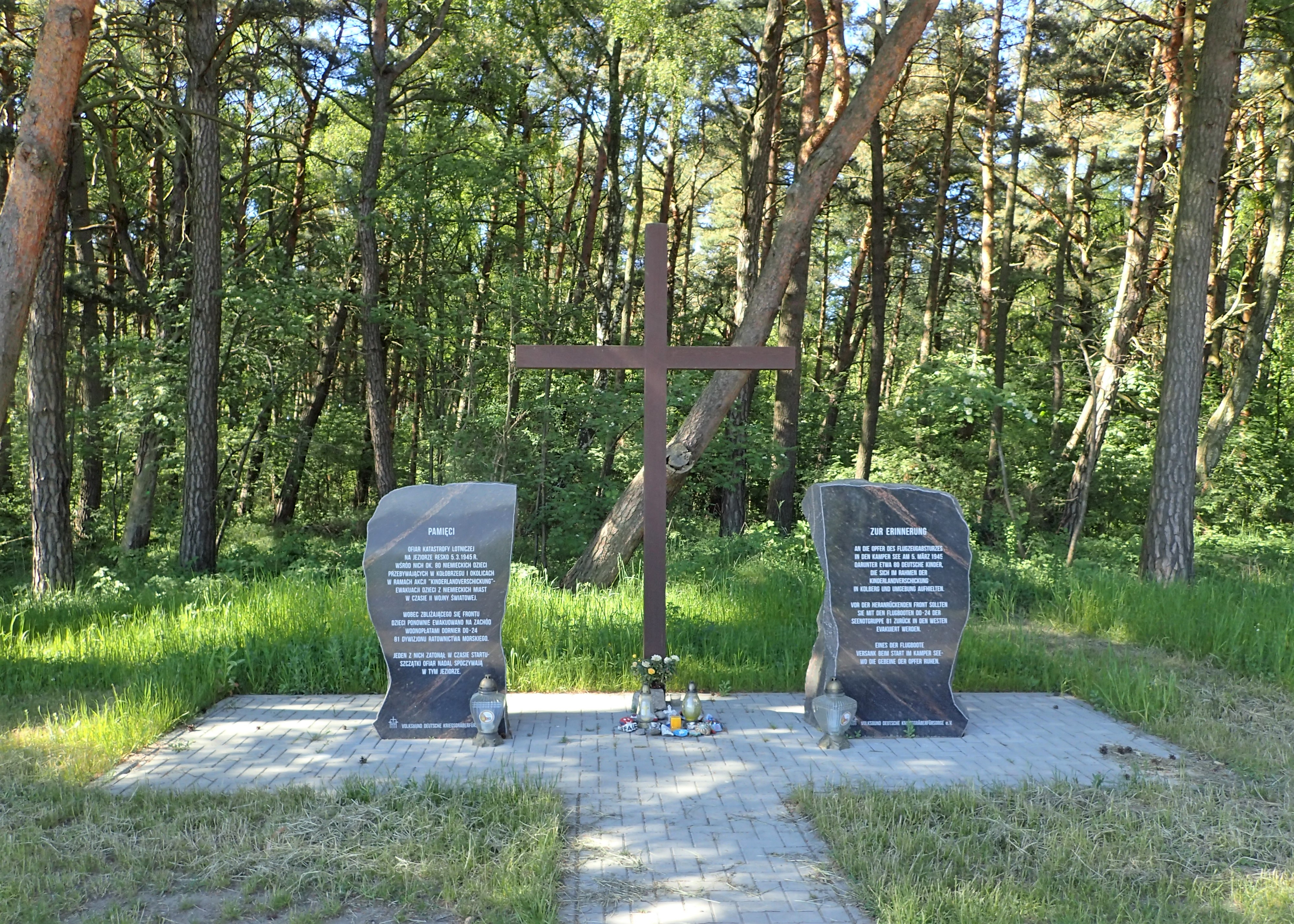
Krzyż na brzegu jeziora upamiętniający 80 dzieci niemieckich, które w nim zginęły 5 marca 1945 podczas próby ewakuacji

Najstarsze informacje piśmienne dotyczące jeziora dotyczą świadczeń w naturze w postaci ryb, jakie mieszkańcy wsi rybackiej nadanej w 1180 roku norbertanom i położonej nad jeziorem Resko Przymorskie, dostarczać mieli do klasztoru.
Dawniej rzeka Rega uchodziła do Reska Przymorskiego, pozostałością jej dawnego koryta jest Stara Rega. Nad jeziorem znajdował się port Regoujście, a na rzece odbywała się żegluga handlowa. Port pozostawał pod zarządem Trzebiatowa i stanowił konkurencję dla Kołobrzegu. Według niektórych źródeł w 1456 roku kołobrzeżanie napadli zbrojnie na Regoujście, zatapiając w porcie statki z ładunkiem kamieni, odcinając w ten sposób Trzebiatów od dostępu do morza. Według innych to sztorm zatopił statki, niszcząc port. W następnym roku trzebiatowianie przekopali kanał, którym od tego czasu Rega uchodzi do Morza Bałtyckiego w porcie w Mrzeżynie. Nowy port w Mrzeżynie funkcjonował do 1497 roku, kiedy to sztormy zatopiły kotwiczące tam statki, uniemożliwiając wykorzystanie przystani do 1538 roku.
W okresie przedwojennym nad jeziorem Resko stworzony został posterunek obserwacyjny (niem. Naturwarte) przez Artura B.G. Butza. Inicjatywa skończyła się jednak skandalem w związku ze „skradzioną literaturą” i po interwencji żandarmów oraz Pruskiej Centralnej Placówki ds. Ochrony Pomników Przyrody (niem. Prussischen Zentralstelle für Naturdenkmalpflege) placówka została zdyskredytowana.
Do 1935 roku nad Starą Regą ok. 0,5 km od ujścia do jeziora, położona była wieś rybacka Kamp, w której stały chaty pokryte strzechą. W 1936 roku rozpoczęto budowę osiedla koszarowego i lotniska morskiego garnizonu Rogowo. Resko Przymorskie było wykorzystywane przez bazujący tu pułk rozpoznania lotniczego, którego wodnopłaty startowały i lądowały na jeziorze. Nad północnym brzegiem zachował się rozległy betonowy plac, od którego wybiegają w stronę morza i jeziora betonowe pasy.
W 1945 roku Resko Przymorskie było wykorzystywane jako lądowisko wodnopłatowców Luftwaffe. Na początku wiosny (najprawdopodobniej w ostatnich dniach marca), gdy wojska Armii Czerwonej dotarły do brzegów jeziora, od strony wschodniej pojawił się niemiecki samolot transportowy Junkers Ju 52 z zamiarem lądowania. Gdy pilot zdał sobie sprawę, że znajduje się na samej linii frontu, próbował poderwać maszynę do góry, jednak samolot został trafiony przez pocisk radzieckiej artylerii. Junkers uderzył w taflę jeziora w odległości kilkudziesięciu metrów od brzegu opanowanego przez Niemców, którzy mimo ostrzału przystąpili do wyciągnięcia samolotu z Reska. Do czołgów przymocowano stalowe liny, którymi usiłowano owinąć wystającą ponad powierzchnię jeziora kabinę pilota. Akcja ta nie powiodła się, a samolot utonął. Jeńcy niemieccy zeznali później, że transportowiec wystartował z Królewca i przewoził niezwykle cenny ładunek. W sierpniu 1946 miała miejsce nieudana próba wydobycia samolotu przez żołnierzy radzieckich, podczas której przełamał się on na pół. Z kabiny pilota wypłynęło ciało żołnierza w mundurze z generalskimi dystynkcjami.
Po latach były dowódca jednostki Armii Czerwonej płk I.G. Nowikow napisał list do szefa królewieckiej grupy zajmującej się poszukiwaniami zagrabionych dzieł sztuki. Opisał on wydarzania związane z zatonięciem samolotu w Resku Przymorskim wraz z mapką oraz zasugerował, że w zatopionym Junkersie mogły znajdować skrzynie z Bursztynową Komnatą. Już po śmierci Nowikowa, w 1987 roku, przebadano dno jeziora w celu jej odnalezienia. Polsko-radziecka ekspedycja składała się z grupy płetwonurków woroneskiego klubu „Rif”, żołnierzy Wojska Polskiego i harcerzy. Szef grupy Borys Waszkiewicz z ZHP przedstawił, że mimo wykorzystania trałów, ezektorów, magnetometrów i sprzętu wojskowego, napotkali wiele trudności szczególnie z widocznością oraz z trzymetrową warstwą mułu. Po wielu dniach poszukiwań wyciągnięto na powierzchnię kilka drobnych fragmentów przedniej części samolotu, a także część srebrnej zastawy stołowej, wisiorek i obrączkę. Zostały znalezione także dokumenty i kartki żywnościowe z kabiny pilota, które po zbadaniu potwierdzały, że samolot leciał z Królewca. Członkom grupy nurków nie udało się dotrzeć jednak do drugiej części przełamanego samolotu – luku ładunkowego.
Polska Agencja Prasowa poinformowała, że 18 sierpnia 1989 rozpoczęły się kolejne poszukiwania szczątków niemieckiego samolotu w Resku Przymorskim. W odróżnieniu od poprzedniej wersji o modelu wodnopłata, przedstawiono iż zatopionym samolotem miał być Dornier Do 24.
Na początku maja 2009 roku, podczas trzydniowej ekspedycji nurkowej w jeziorze Resko Przymorskie, nurkowie znaleźli elementy niemieckiego samolotu z czasów II wojny światowej. Prezes Fundacji Muzeum-Fort „Rogowo” Mirosław Huryn stwierdził, iż wiele wskazuje na to, że znalezione części to fragmenty niemieckiego wodnosamolotu Dornier Do 24. Samolotem tym leciało najprawdopodobniej 72 niemieckich dzieci i opiekunów, które próbowano wywieźć 5 marca 1945 roku w głąb Niemiec (Stralsund) z pobliskiego lotniska. Samolot otrzymał postrzał w silnik od radzieckiej artylerii i spadł do jeziora, na oczach tysięcy innych dzieci i opiekunów zgromadzonych na lotnisku. Nikt nie ocalał z tej katastrofy. Ofiary katastrofy upamiętnia pomnik postawiony w pocz. XXI w..
Do 2001 roku znaczna część Reska Przymorskiego oraz obszar mierzei od mostu na kanale w Dźwirzynie były niedostępne dla ludności cywilnej, z powodu użytkowania tego terenu przez wojsko. Obszar ten należał do garnizonu Rogowo, gdzie stacjonował m.in. 75 Pułk Artylerii Przeciwlotniczej.

### Hydronimia
Językoznawca Mikołaj Rudnicki przedstawił nazwę Resko dla określenia jeziora Camp (pol. kęp(a)) przy badaniu etymologii nazwy rzeki Rega w 1935 roku. Wskazał iż derywatami do nazwy rzeki są Resko (jezioro) ≤ *Režъsko jezero, podobnie jak Łeba i Łebsko.
Nazwa jeziora została odnotowana w 1680 roku jako Campische See oraz 1789 jako Campsche See.
Nazwa Resko Przymorskie została wprowadzona urzędowo w 1948 roku, kiedy to zmieniono poprzednią niemiecką nazwę jeziora – Kamper See. Poprzednia nazwa pochodziła od nazwy wioski rybackiej Kamp. Obecna nazwa ma związek z rzeką Regą i nadmorskim położeniem.